# Merocryptus boletifer
Merocryptus boletifer is een krabbensoort uit de familie van de Leucosiidae. De wetenschappelijke naam van de soort werd in 1894 voor het eerst geldig gepubliceerd door Alphonse Milne-Edwards & Bouvier.